# Pointe de la Sandonière
La pointe de la Sandonière est un sommet situé à 2 925 m d'altitude dans le massif des Cerces entre les communes françaises d'Orelle et de Valmeinier en Savoie, dans la région Auvergne-Rhône-Alpes.

## Toponymie
Le nom de la pointe de la Sandonière, également orthographié « Sandonnière » ou encore « Sandoneire », trouve son origine, selon Adolphe Gros, « du nom d'homme Sandon, [comme] Jean-André Sandon à Saint-Jean-de-Maurienne, 1928. [La] Sandoneire, c'est la montagne à laquelle un Sandon a donné son nom. »

## Géographie

### Situation
La pointe de la Sandonière est située à 2 925 m entre les communes d'Orelle et de Valmeinier. Elle surplombe la forêt d'Orelle sur l'ubac de la commune.
Ce sommet domine le col des Marches (situé au sud) et est relié par des crêtes au crêt de Longefan (à l'est) et au Gros Crey (au nord-ouest).

### Géologie

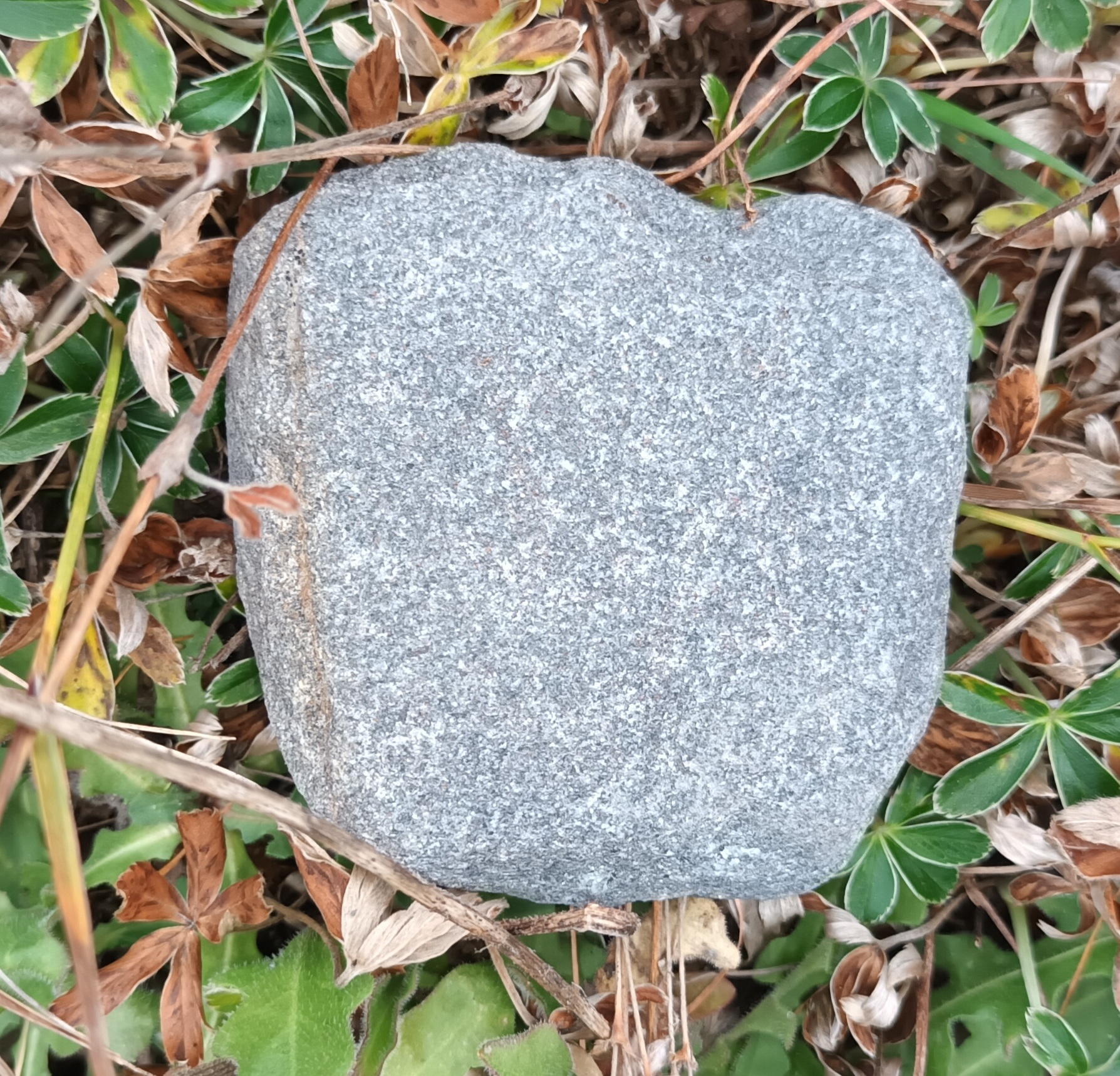
Roche grise et blanche, holocristalline, retrouvée au sommet.

Ce sommet est constitué de conglomérats, de grès et de schistes, avec des zones charbonneuses (particulièrement sous forme d'anthracite), datant d'entre le Namurien et le Westphalien. Il est entouré de dépôts morainiques.

### Hydrographie
Les eaux de fonte du versant nord affluent dans le lac du Loup, puis se déversent dans le ruisseau homonyme sur l'ubac de la partie sud d'Orelle,.

## Accès

### Accès depuis Orelle
Depuis Orelle, au lieu-dit de Bissortette (à côté de l'usine hydroélectrique de Bissorte), il est possible d'emprunter la piste forestière du Prec, laquelle monte jusqu'au parking du Prec, et rejoint le lac de Bissorte afin d'aborder le GRP Tour du mont Thabor pour atteindre une intersection où il faut choisir la droite,.
Il convient ainsi d'emprunter le col des Marches pour tourner au sud à l'intersection se présentant en premier, afin d'atteindre la pointe de la Sandonière qui est juste au nord de ce col (après ladite pointe et en longeant la crête se trouve le Gros Crey, un peu plus au nord-ouest).

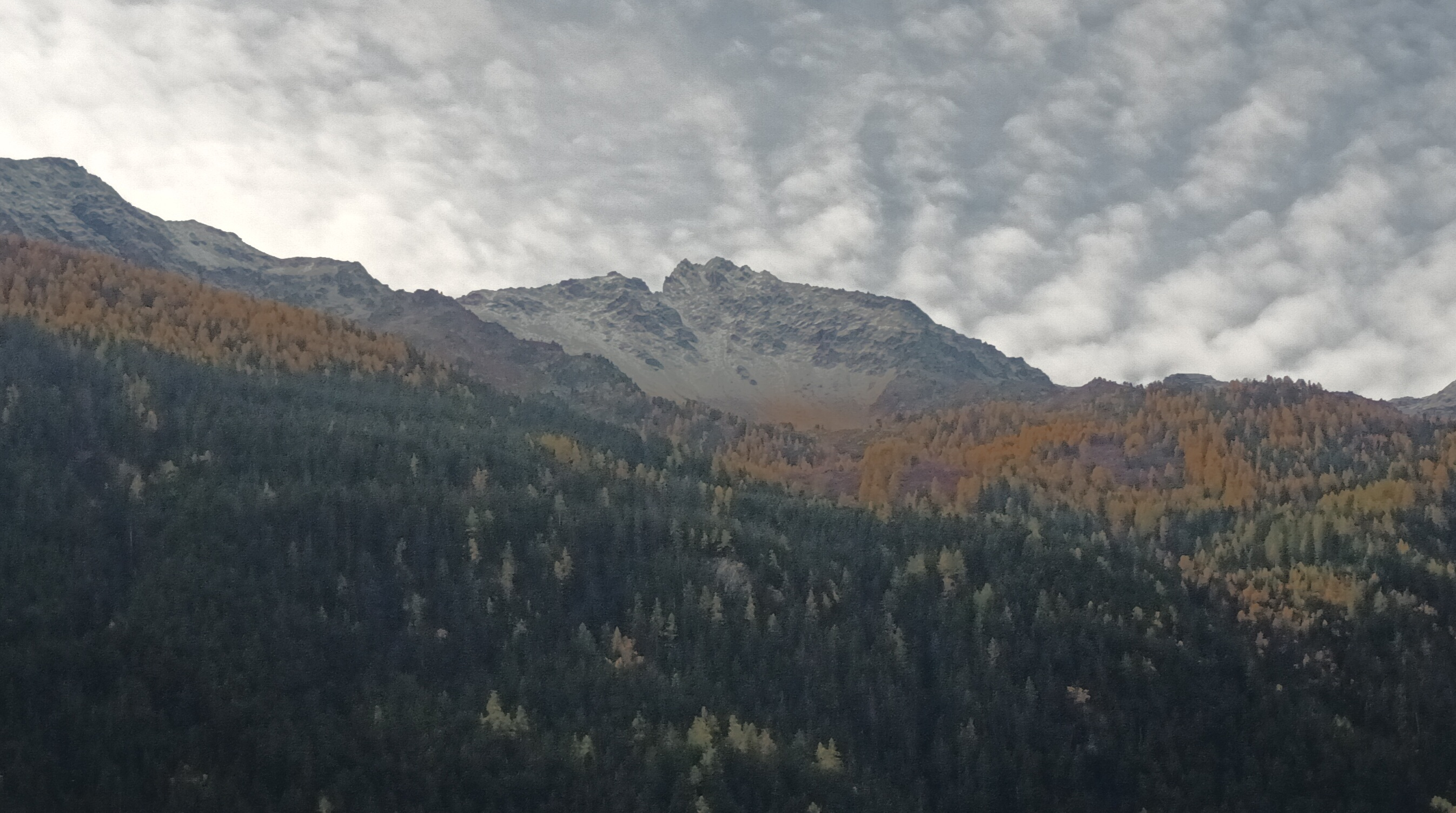
Sommet enneigé vu depuis le Crêt du Vlé à Orelle.

### Accès depuis Valmeinier
Il est possible d'emprunter le télésiège débrayable six places de la Sandonière afin de skier sur le bas de son versant sud, côté Valmeinier,.